# Raul Midón
 (août 2019).
Si vous disposez d'ouvrages ou d'articles de référence ou si vous connaissez des sites web de qualité traitant du thème abordé ici, merci de compléter l'article en donnant les références utiles à sa vérifiabilité et en les liant à la section « Notes et références ».
Raul Midón (né le 14 mars 1966) est un chanteur, auteur-compositeur et guitariste américain originaire du Nouveau-Mexique (États-Unis) mais résidant à New York. Son style musical unique brasse de nombreuses influences, aussi bien soul que jazz, folk, blues, R&B ou musiques latines (flamenco et bossa nova notamment). Ses morceaux, enregistrés en anglais ou en espagnol, sont interprétés à la voix, en reproduisant parfois les sons d'instruments avec sa bouche, et à la guitare. Il a collaboré avec des musiciens venus d'horizons très divers, de Herbie Hancock à Snoop Dogg. C'est un artiste aveugle.

## Biographie
Raul Midón est né prématurément dans un hôpital rural à Embudo, au Nouveau-Mexique (États-Unis) de parents d'origines argentine et afro-américaine,. Son père était un danseur argentin. Raul et son frère jumeau Marco (aujourd'hui ingénieur à la NASA) sont devenus aveugles dès leurs premiers jours après avoir été dans un incubateur sans aucune protection adéquate pour leurs yeux. La musique est devenue partie intégrante de la vie de Raul dès l'âge de quatre ans, quand son père lui a fait découvrir la batterie. Raul est alors devenu un passionné de musique et a appris à jouer de la guitare tout en suivant parallèlement un programme d'éducation très strict, tout d'abord à l'école pour nonvoyants puis à la renommée académie de Santa Fe. Il a ensuite suivi des cours de jazz l'université de Miami.
Raul a commencé sa carrière musicale en tant que choriste pour des stars de la pop latino telles que Shakira, Jennifer Lopez, Christina Aguilera, Ricky Martin, Julio Iglesias ou Jose Feliciano. Il est parti en tournée avec Shakira et a enregistré avec Alejandro Sanz en 2002. Toutefois, il a par la suite mis cette carrière de côté pour se consacrer à une carrière solo en déménageant à New York. Tout en consacrant la majeure partie de son temps à sa carrière solo, il a trouvé le temps de travailler avec des légendes du jazz telles que Paquito D'Rivera, Dave Valentin, Dave Samuels, Herbie Hancock ou Claudio Roditi.
Peu après la sortie de son premier album en indépendant, Midón est signé par le biais de Arif Mardin, producteur multi-récompensé aux Grammy Awards (Norah Jones, Aretha Franklin, Donny Hathaway) sur le label Manhattan Records, une filiale de Capitol Records, possédée par EMI. De toute sa longue carrière, Midón est le premier artiste signé par Arif Mardin. Mardin a produit avec son fils Joe le deuxième album du chanteur, State of Mind, qui a rencontré un fort succès critique. Midón a également enregistré la chanson thème du film de Spike Lee, She Hate Me (2004), intitulée "Adam n' Eve n' Eve".
Son deuxième album State of Mind est paru le 10 mai 2005. Il contient une performance de l'une de ses idoles, Stevie Wonder à l'harmonica sur Expressions of Love, et un hommage à une autre de ses idoles, le regretté Donny Hathaway, sur Sittin' In The Middle. À noter que dans cette chanson, Midón, grand amateur de radioamateur, incorpore son propre indicatif en morse (KB5ZOT).
Midón fait sa première télé nationale le 28 juin 2005 à l'émission Late Show with David Letterman. Par la suite, il est amené à participer à d'autres émissions de nuit aux États-Unis et à l'étranger. Son troisième album A World Within A World est sorti le 25 septembre 2007.

## Discographie

### Albums
- Gracias a la vida (1999), BMG MUSIC[4]
- Blind To Reality (2001), Auto-produit
- Raúl Midon Live EP (2003), Auto-produit
- State of Mind (2005), Manhattan Records
- A World Within a World (2007), Manhattan Records EMI
- Synthesis (2010), Universal Decca
- Invisible chains, Live from NYC (2012), Auto-produit
- Don't Hesitate (2014), Artistry Music
- Bad Ass and Blind (2017), Artistry Music

### Autres participations
- Little Louie Vega - Elements of Life (2004) sur "Cerca De Mi", "A Better Day", "Mozalounge" et "Sunshine" (remix du morceau du même nom de Raul Midón)
- Terence Blanchard - She Hate Me [BO] (2004) sur "Adam n' Eve n' Eve"
- Little Louie Vega - Elements of Life  Extensions (2005) sur "Cerca De Mi (Kenny Dope Remix)", "Sunshine (Sacred Rhythm Remix)", "Let The Children Play", "Mozalounge (Jazz-N-Groove Remix)" et "A Better Day (DJ Spinna Remix)"
- Herbie Hancock - Possibilities (2005) sur I Just Called to Say I Love You avec Stevie Wonder
- Trijntje Oosterhuis - See You As I Do (2006) sur "Where Is The Love" (aussi présent sur State of Mind)
- Jason Mraz - Geekin' Out Across the Galaxy [EP] (2006) sur "Keep On Hoping (Live)" (version live d'un titre présent sur State of Mind)
- Nigel Kennedy - Blue Note Sessions (2006) sur "Expansions"
- Snoop Dogg - Tha Blue Carpet Treatment (2006) sur "Like This" avec Western Union et Latoiya Williams
- Compilation - Blue Note Trip 7: Birds / Beats (2008)  sur "Devil May Care"
- Lila Downs - Shake Away/Ojo de Culebra (2008) sur "Black Magic Woman"
- Roberto Fonseca - Akokan (2009) sur "Everyone Deserves A Second Chance"
- Marcus Miller - A Night In Monte-Carlo (2010) sur "State of Mind", "O Mio Babbino/Mas Que Nada" avec Roy Hargrove et "Your Amazing Grace"